# موضوعات سقراطی
موضوعات سقراطی، به موضوعات مناسب برای بررسی با روش سقراطی گفته می‌شود. موضوعات سقراطی، موضوعاتی هستند که ما درباره‌شان معلومات لازم برای رسیدن به نتیجهٔ صحیح را داریم، امّا به واسطهٔ آشفتگی فکری و تحلیل‌نکردن موضوع نتوانسته‌ایم از این معلومات به بهترین نحوهٔ منطقی استفاده کنیم.
مثلاً پرسشی از قبیل «عدالت چیست؟» برای بررسی با روش سقراطی مناسب است؛ چراکه همهٔ ما کلمات عادلانه و غیرعادلانه را بدون قیدوبند به کار می‌بریم. با استقرای موارد استعمال این کلمات، می‌توان به تعریفی رسید که به بهترین وجهی منطبق با موارد استعمال این کلمه باشد. تنها چیزی که در اینجا مورد احتیاج خواهد بود، دانستن اینست که کلمات مورد بحث در چه مواردی استعمال می‌شوند. امّا هنگامی که تحقیق به نتیجه رسید، به باور بسیاری فیلسوفان، ما تنها به کشفی در زبانشناسی نائل شده‌ایم؛ و نه علم اخلاق.
از دیگر موضوعات سقراطی، موضوعاتی هستند که بحث راجع به آن‌ها بیش‌تر جنبهٔ منطقی داشته باشد تا واقعی. برای نمونه، اگر شخصی اعتقاد داشته باشد که «دموکراسی خوب است، امّا اشخاصی که پیرو فلان دین هستند نباید حق رای داشته باشند»؛ می‌توان با به‌کارگیری روش سقراطی او را متوجّه تناقض دیدگاهش نمود و به او نشان داد که او حداقل به یکی از دو گفته‌اش کمابیش پایبند نیست.
امّا بسیاری از موضوعات، موضوعات سقراطی نیستند. برای مثال نمی‌توان با روش پرسش و پاسخ؛ به تحقیق دربارهٔ سوالاتی پرداخت که در حیطهٔ علوم تجربی باشند.